# Kenneth Cockrell
Kenneth Dale Cockrell est un astronaute américain né le 9 avril 1950.

## Vols réalisés
- Discovery STS-56, lancée le 8 avril 1993
- Endeavour STS-69, lancée le 7 septembre 1995
- Columbia STS-80, lancée le 19 novembre 1996
- Atlantis STS-98, lancée le 9 février 2001
- Endeavour STS-111, lancée le 5 juin 2002, ramenant les membres de l'Expédition 4 de l'ISS à terre le 19 juin.